# Гертфорд-коледж (Оксфорд)
Гертфорд-коледж (Hertford College) — один з коледжів Оксфордського університету. Заснований в 1874 році.
Випускником коледжу 1923 року був видатний англійський письменник Івлін Во, котрий зобразив коледж в першій частині свого  роману — «Повернення в Брайдсхед». Протагоніст роману — Чарльз Райдер, зображений студентом коледжу.